# Auta Olivia Sana
Auta Olivia Sana (* 19. Dezember 1970) ist eine ehemalige nigerianische Handballspielerin, die für die nigerianische Nationalmannschaft auflief.

## Karriere
Sana gehörte dem Kader der nigerianischen Auswahl an, mit der sie den achten Platz bei den Olympischen Spielen 1992 in Barcelona belegte. Sana erzielte während des Turniers sieben Treffer gegen Deutschland, acht Treffer gegen die Gemeinschaft Unabhängiger Staaten und vier Treffer gegen die Vereinigten Staaten. Mit ihren insgesamt 19 Treffern belegte sie gemeinsam mit Marina Basanowa den achten Platz in der Torschützenliste des olympischen Wettbewerbs.